# 南烛
南烛（学名：Vaccinium bracteatum），又名杆树、米碎子木、苞越桔、米饭花、乌饭树，为杜鹃花科下的一个种。其树叶的汁液可用于制作乌米饭。

## 延伸阅读
[在维基数据编辑]
 《欽定古今圖書集成·博物彙編·草木典·南燭部》，出自陈梦雷《古今圖書集成》
 《植物名實圖考·南燭》，出自吳其濬《植物名實圖考》